# 太陽軟珊瑚
太陽軟珊瑚是太陽軟珊瑚科下的唯一個種。顧名思義牠長得像太陽，故稱太陽軟珊瑚。有些人把他們認成海葵或是水螅。

## 分類學
由於太陽軟珊瑚具有幾種與軟珊瑚的形態特徵不一樣，該物種以前一直是一個有問題的物種，分類困難，包含珊瑚缺乏骨針，莖上沒有一層角質皮。單型軟珊瑚—太陽軟珊瑚最近通過水肺潛水被重新發現，並被證明是南非淺海沿岸地區常見和特有的珊瑚。 太陽軟珊瑚被證明是該物種的正確分類學名稱。
過往被分到傘軟珊瑚科，接著再變成軟珊瑚科底下的一個屬，到2022年，再重新分出來，重新變成了一個科。

## 特徵
整體的顏色橘黃色，觸手是透明的淡黃色，觸手還有個底座，有時觸手不易看見，所看起來珊瑚凸凸的。如果你看到的珊瑚扁扁一塊，而是連底座和觸手沒看到。

## 分布
主要生活在南非的淺水海岸。生活在水深10至93公尺的海底，適合牠們的水溫15°C - 19°C(59 °F - 66.2 °F)。

## 食物
主要以浮游生物，是肉食性。事由觸手抓在水裡漂浮的浮游珊瑚。

## 圖庫

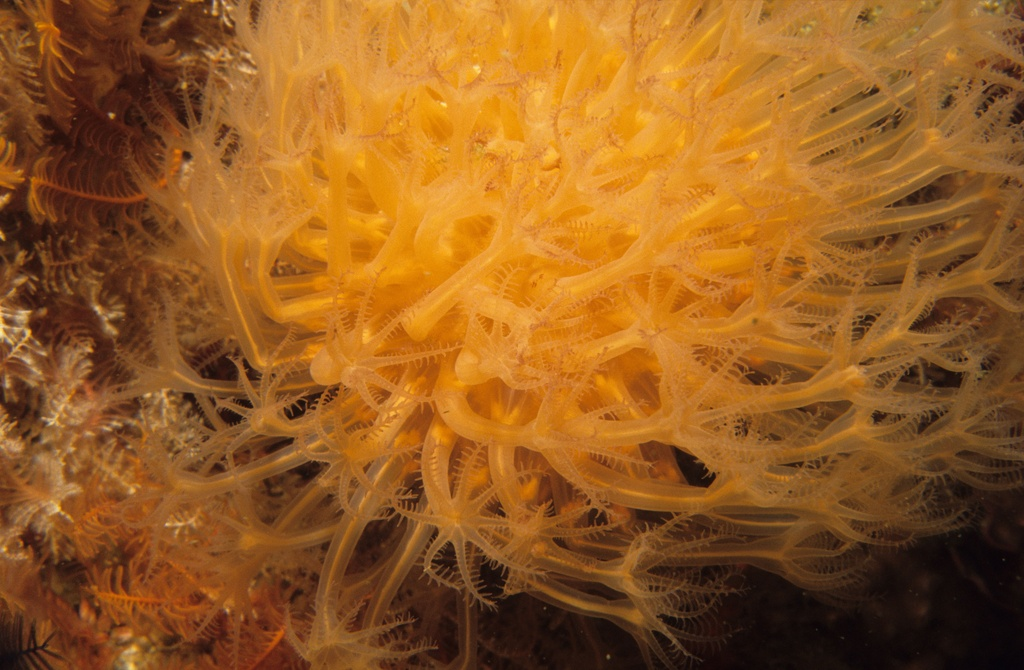
太陽軟珊瑚Malacacanthus capensis
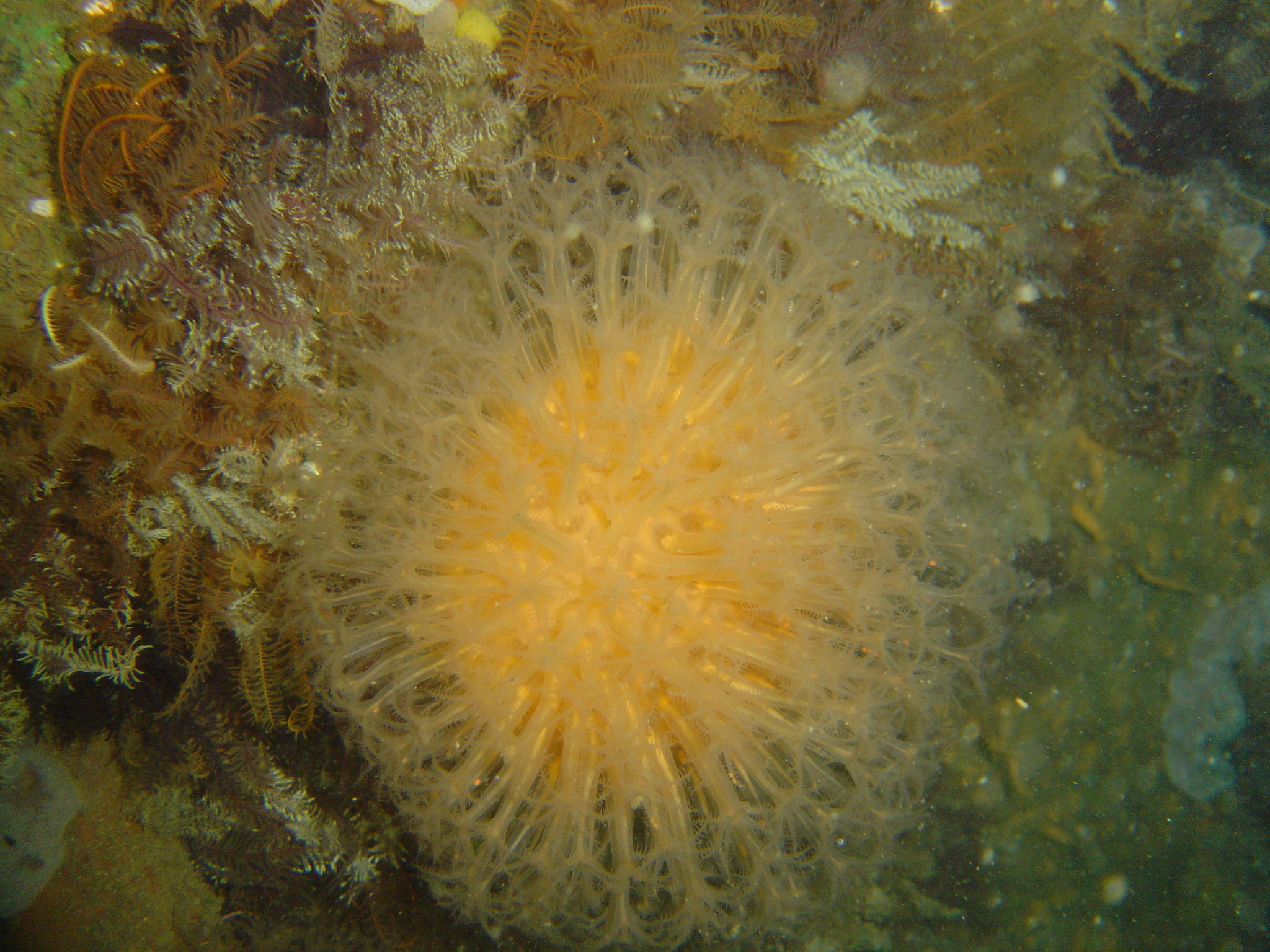
在沉沒的船艦裡面的太陽軟珊瑚
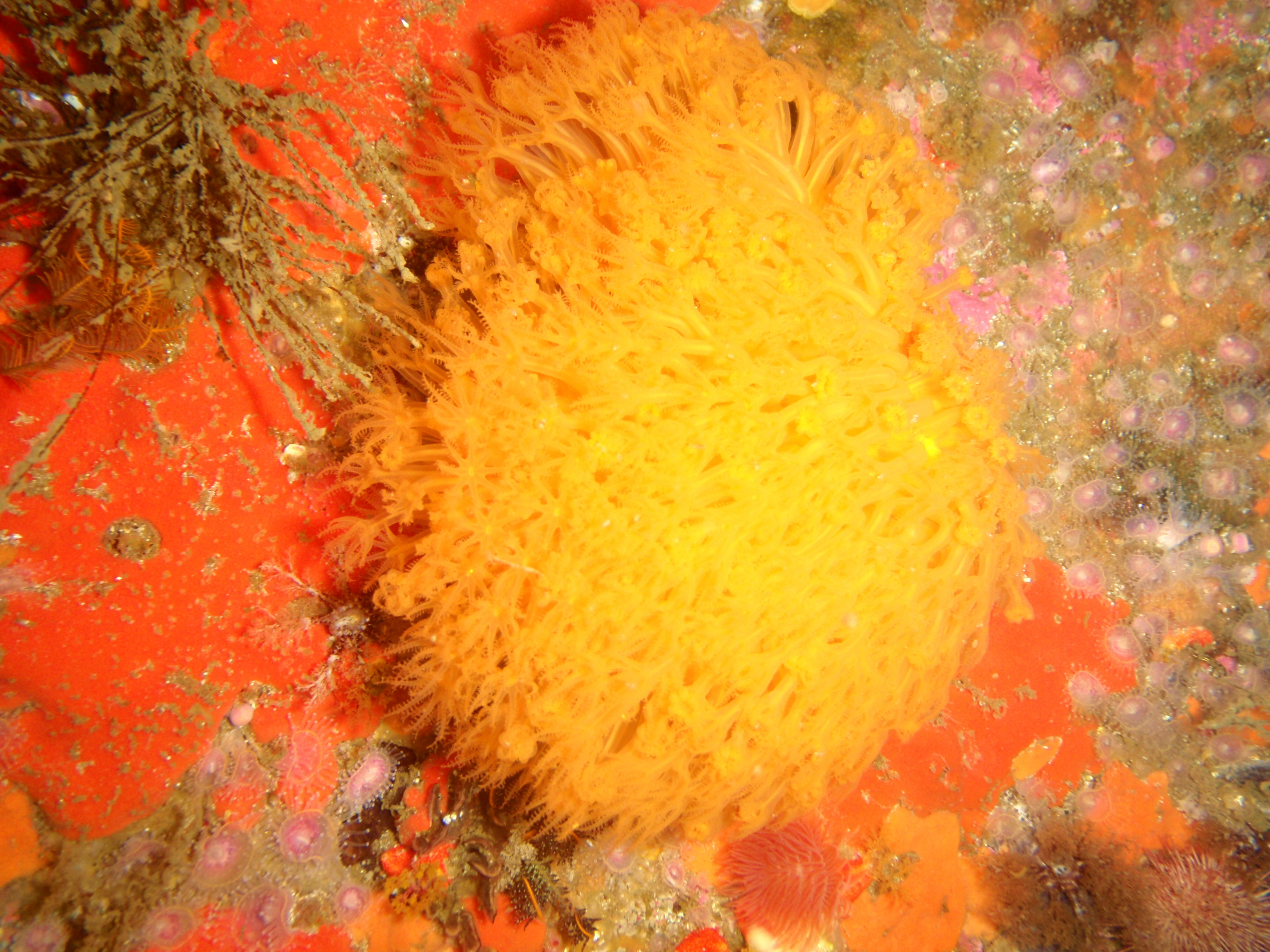
南非海岸的太陽軟珊瑚
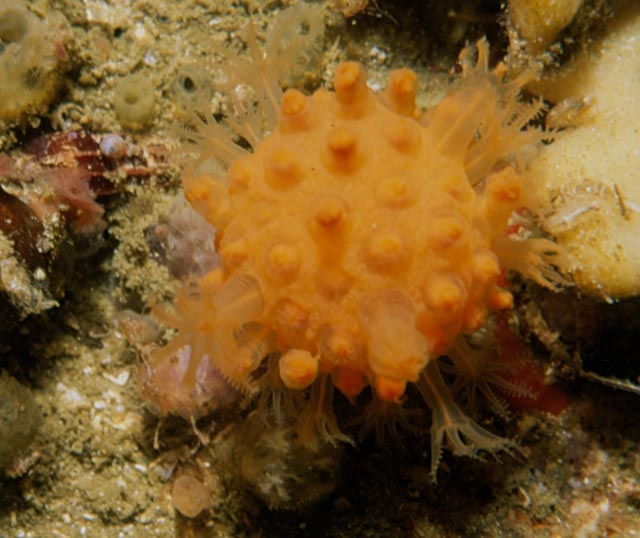
太陽軟珊瑚
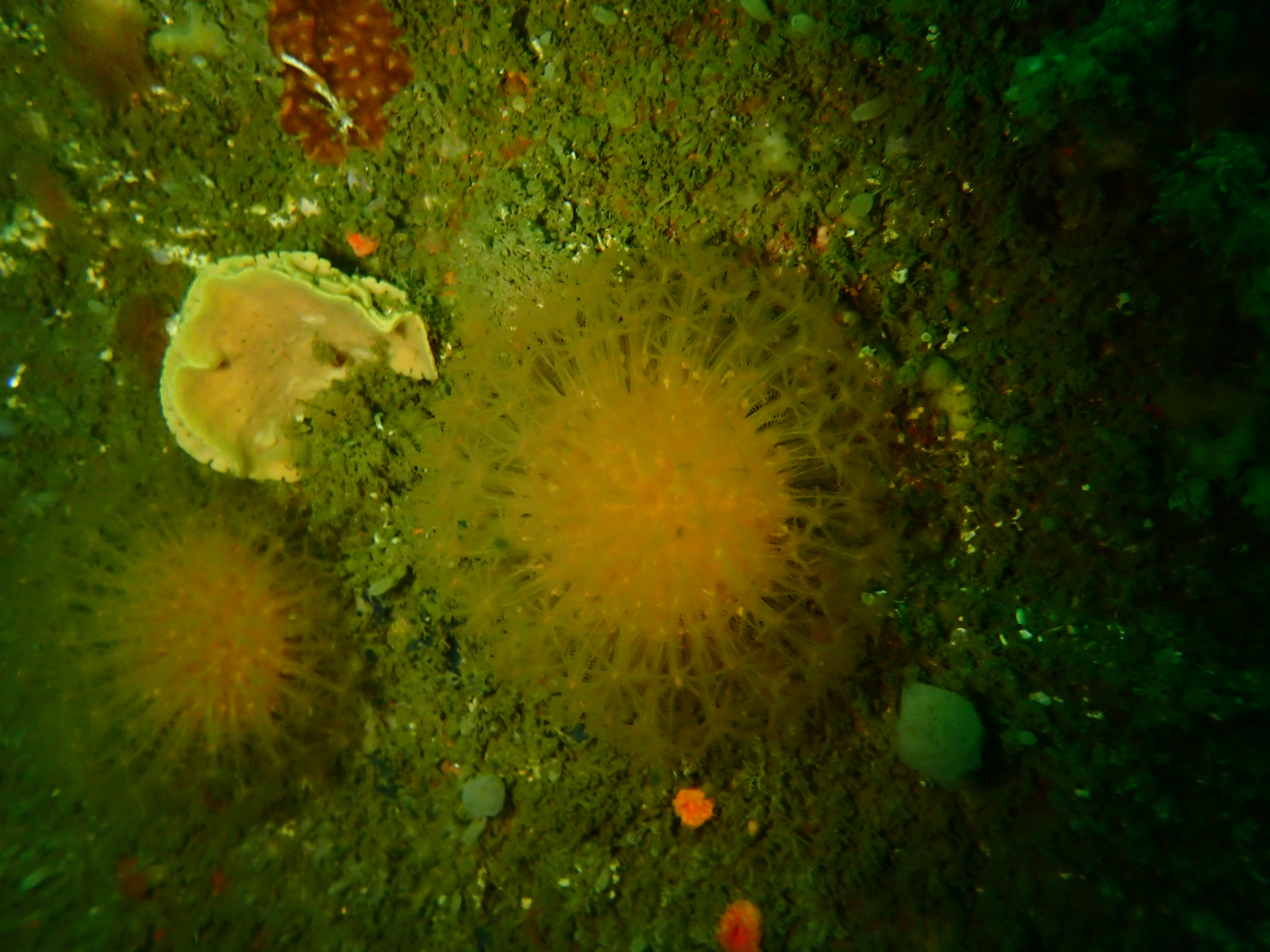
太陽軟珊瑚
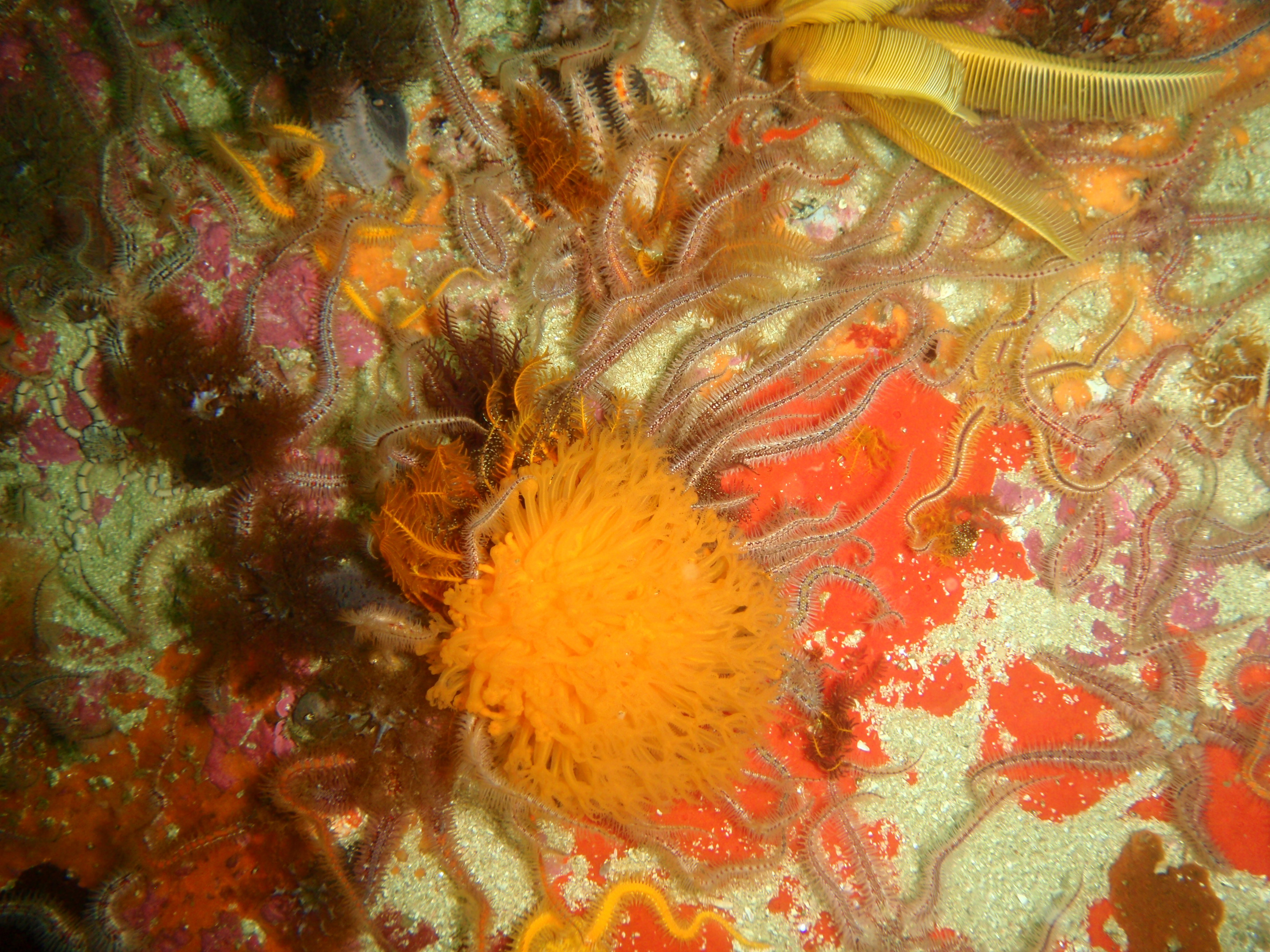
開普敦半島的礁岩南方所發現的太陽軟珊瑚
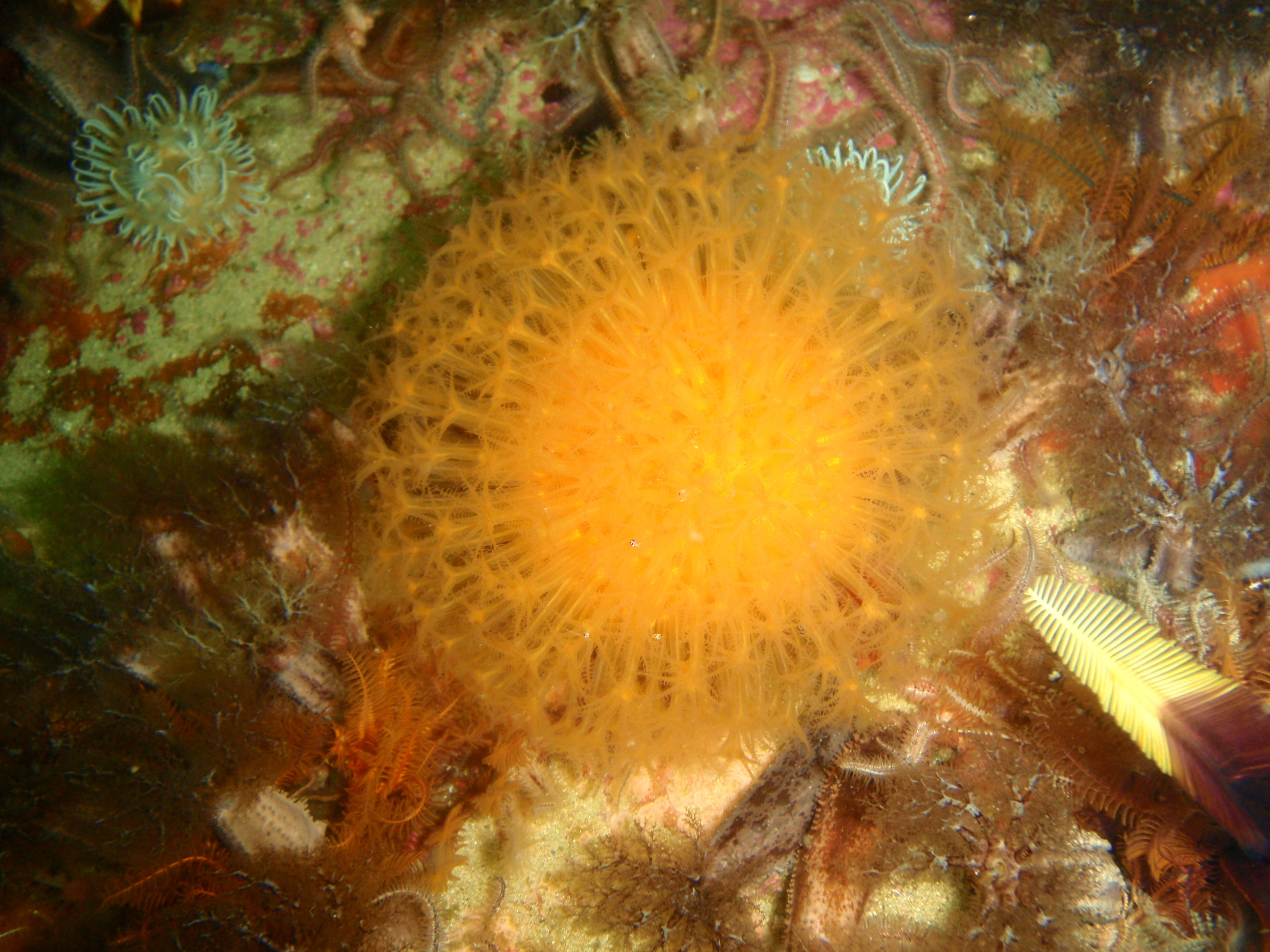
開普敦半島的礁岩南方所發現的太陽軟珊瑚

## 資料來源
1. ↑  . www.marinespecies.org.   [2023-09-03]. （原始内容存档于2023-09-03）.
2. ↑  .   [2023-09-03]. （原始内容存档于2023-09-03）.
3. ↑  .   [2023-09-03]. （原始内容存档于2023-09-03） （英语）.
4. ↑  . www.gbif.org.   [2023-09-03]. （原始内容存档于2023-09-03） （英语）.
5. ↑  . www.reeflex.net.   [2023-09-03]. （原始内容存档于2023-09-03）.
6. ↑  . www.reeflex.net.   [2023-09-03]. （原始内容存档于2023-09-03）.